# FINA Water Polo World League 2011 (femminile)
La World League femminile di pallanuoto 2011 è stata l'8ª edizione della manifestazione organizzata annualmente dalla FINA. La competizione si è svolta complessivamente tra l'11 maggio e il 19 giugno 2011 e si è disputata in due fasi: un turno di qualificazione e la cosiddetta Super Final, che è stata ospitata per la prima volta dalla Cina, a Tianjin.
I gironi si sono svolti su base geografica; si sono qualificate alle finali 4 squadre dall'Europa, 2 dalle Americhe e 2 dal gruppo Asia/Oceania.
Battendo in finale l'Italia, gli Stati Uniti hanno conquistato il loro sesto titolo su otto edizioni dell'evento.

## Turno di Qualificazione

### Americhe
Un girone da disputarsi dal 19 al 22 maggio a Newport Beach (Stati Uniti).
- 19 maggio 2011

| Stati Uniti | 12 - 10 | Canada |

- 22 maggio 2011

| Stati Uniti | 11 - 5 | Canada |

Essendo le uniche due iscritte entrambe le formazioni si sono qualificate per la Super Final.

### Asia/Oceania
Un girone disputatosi in due turni, il primo ad Auckland (Nuova Zelanda) dall'11 al 13 maggio, il secondo a Sydney (Australia) dal 18 al 20 maggio.
|   | Squadra       | Pti | G | V | VR | PR | P | GF | GS | DR  |
| - | ------------- | --- | - | - | -- | -- | - | -- | -- | --- |
| 1 | Australia     | 18  | 6 | 6 | 0  | 0  | 0 | 76 | 36 | +40 |
| 2 | Cina          | 12  | 6 | 4 | 0  | 0  | 2 | 89 | 47 | +42 |
| 3 | Giappone      | 3   | 6 | 1 | 0  | 0  | 5 | 41 | 78 | -37 |
| 4 | Nuova Zelanda | 3   | 6 | 1 | 0  | 0  | 5 | 38 | 83 | -45 |

- Auckland
- 11 maggio 2011

| Cina          | 14 - 9 | Giappone  |
| Nuova Zelanda | 5 - 16 | Australia |

- 12 maggio 2011

| Australia     | 16 - 3 | Giappone |
| Nuova Zelanda | 6 - 17 | Cina     |

- 13 maggio 2011

| Cina          | 10 - 11 | Australia |
| Nuova Zelanda | 6 - 14  | Giappone  |

- Sydney
- 16 maggio 2011

| Cina          | 21 - 4 | Giappone    |
| Nuova Zelanda | 8 - 13 | Australia B |

- 17 maggio 2011

| Australia     | 14 - 6 | Australia B |
| Nuova Zelanda | 8 - 20 | Cina        |

- 18 maggio 2011

| Cina      | 12 - 7 | Australia B |
| Australia | 14 - 5 | Giappone    |

- 19 maggio 2011

| Giappone  | 7 - 12 | Australia B   |
| Australia | 10 - 6 | Nuova Zelanda |

- 20 maggio 2011

| Nuova Zelanda | 7 - 6 | Giappone |
| Australia     | 9 - 7 | Cina     |

### Europa
Due gironi disputatisi uno in due turni ed uno in sede unica, complessivamente tra il 13 ed il 22 maggio.

#### Gruppo 1
|   | Squadra       | Pti | G | V | VR | PR | P | GF | GS | DR  |
| - | ------------- | --- | - | - | -- | -- | - | -- | -- | --- |
| 1 | Grecia        | 13  | 6 | 4 | 0  | 1  | 1 | 59 | 53 | +6  |
| 2 | Spagna        | 12  | 6 | 4 | 0  | 0  | 2 | 75 | 63 | +12 |
| 3 | Ungheria      | 8   | 6 | 2 | 1  | 0  | 3 | 66 | 62 | +4  |
| 4 | Gran Bretagna | 3   | 6 | 1 | 0  | 0  | 5 | 53 | 75 | -22 |

- Barcellona
- 13 maggio 2011

| Grecia | 9 - 10  | Gran Bretagna |
| Spagna | 15 - 10 | Ungheria      |

- 14 maggio 2011

| Gran Bretagna | 9 - 14 | Ungheria |
| Spagna        | 9 - 10 | Grecia   |

- 15 maggio 2011

| Spagna   | 16 - 11         | Gran Bretagna |
| Ungheria | 9 - 9 14-13 dtr | Grecia        |

- Atene
- 20 maggio 2011

| Spagna | 11 - 8 | Gran Bretagna |
| Grecia | 8 - 7  | Ungheria      |

- 21 maggio 2011

| Ungheria | 11 - 14 | Spagna        |
| Grecia   | 10 - 8  | Gran Bretagna |

- 22 maggio 2011

| Gran Bretagna | 7 - 15  | Ungheria |
| Grecia        | 13 - 10 | Spagna   |

#### Gruppo 2
- Siracusa: 18 - 22 maggio 2011

|   | Squadra  | Pti | G | V | VR | PR | P | GF | GS | DR  |
| - | -------- | --- | - | - | -- | -- | - | -- | -- | --- |
| 1 | Russia   | 12  | 4 | 4 | 0  | 0  | 0 | 59 | 32 | +27 |
| 2 | Italia   | 6   | 4 | 2 | 0  | 0  | 2 | 38 | 40 | -2  |
| 3 | Germania | 0   | 4 | 0 | 0  | 0  | 4 | 28 | 53 | -25 |

- 18 maggio 2011

| Italia | 10 - 7 | Germania |
| Russia | 16 - 5 | Italia B |

- 19 maggio 2011

| Russia   | 19 - 8  | Italia   |
| Germania | 10 - 15 | Italia B |
| Russia   | 16 - 11 | Germania |
| Italia   | 9 - 8   | Italia B |

- 20 maggio 2011

| Italia   | 8 - 9   | Russia   |
| Germania | 11 - 14 | Italia B |

- 21 maggio 2011

| Germania | 5 - 12 | Italia   |
| Russia   | 18 - 8 | Italia B |

- 21 maggio 2011

| Germania | 5 - 15 | Russia   |
| Italia   | 13 - 3 | Italia B |

## Super Final

### Fase preliminare

#### Girone A
|   | Squadra     | Pti | G | V | VR | PR | P | GF | GS | DR  |
| - | ----------- | --- | - | - | -- | -- | - | -- | -- | --- |
| 1 | Stati Uniti | 7   | 3 | 2 | 0  | 1  | 0 | 27 | 22 | +5  |
| 2 | Cina        | 6   | 3 | 2 | 0  | 0  | 1 | 29 | 25 | +4  |
| 3 | Grecia      | 5   | 3 | 1 | 1  | 0  | 1 | 27 | 23 | +4  |
| 4 | Italia      | 0   | 3 | 0 | 0  | 0  | 3 | 19 | 32 | -13 |

| Data   | Ora   | Gara        | Gara                | Gara        |
| ------ | ----- | ----------- | ------------------- | ----------- |
| 14 giu | 17:40 | Stati Uniti | 9-6                 | Italia      |
| 14 giu | 19:30 | Grecia      | 8-9                 | Cina        |
| 15 giu | 16:20 | Grecia      | 8-4                 | Italia      |
| 15 giu | 19:00 | Stati Uniti | 8-5                 | Cina        |
| 16 giu | 16:20 | Grecia      | 11-10 (rig; ts:7-7) | Stati Uniti |
| 16 giu | 19:00 | Italia      | 9-15                | Cina        |

#### Girone B
|   | Squadra   | Pti | G | V | VR | PR | P | GF | GS | DR  |
| - | --------- | --- | - | - | -- | -- | - | -- | -- | --- |
| 1 | Russia    | 9   | 3 | 3 | 0  | 0  | 0 | 35 | 23 | +12 |
| 2 | Australia | 6   | 3 | 2 | 0  | 0  | 1 | 33 | 26 | +7  |
| 3 | Spagna    | 3   | 3 | 1 | 0  | 0  | 2 | 22 | 37 | -15 |
| 4 | Canada    | 0   | 3 | 0 | 0  | 0  | 3 | 25 | 29 | -4  |

| Data   | Ora   | Gara      | Gara | Gara      |
| ------ | ----- | --------- | ---- | --------- |
| 14 giu | 15:00 | Russia    | 9-8  | Canada    |
| 14 giu | 16:20 | Spagna    | 6-14 | Australia |
| 15 giu | 15:00 | Russia    | 14-6 | Spagna    |
| 15 giu | 17:40 | Australia | 10-8 | Canada    |
| 16 giu | 15:00 | Russia    | 12-9 | Australia |
| 16 giu | 17:40 | Canada    | 9-10 | Spagna    |

### Fase finale

#### Tabellone
|  | Quarti di finale | Quarti di finale |             |      | Semifinali                | Semifinali                |  |  | Finale | Finale |
|  |                  |                  |             |      |                           |                           |  |  |        |        |
|  |                  |                  |             |      |                           |                           |  |  |        |        |
|  |                  |                  |             |      |                           |                           |  |  |        |        |
|  | A1: Stati Uniti  | 8                |             |      |                           |                           |  |  |        |        |
|  | A1: Stati Uniti  | 8                |             |      |                           |                           |  |  |        |        |
|  | B4: Canada       | 6                |             |      |                           |                           |  |  |        |        |
|  | B4: Canada       | 6                | Stati Uniti | 8    |                           |                           |  |  |        |        |
|  |                  |                  | Stati Uniti | 8    |                           |                           |  |  |        |        |
|  |                  | Australia        | 7           |      |                           |                           |  |  |        |        |
|  | B2: Australia    | Australia        | 7           | 10   |                           |                           |  |  |        |        |
|  | B2: Australia    |                  |             | 10   |                           |                           |  |  |        |        |
|  | A3: Grecia       | 8                |             |      |                           |                           |  |  |        |        |
|  | A3: Grecia       | 8                | Stati Uniti | 9    |                           |                           |  |  |        |        |
|  |                  |                  | Stati Uniti | 9    |                           |                           |  |  |        |        |
|  |                  | Italia           | 7           |      |                           |                           |  |  |        |        |
|  | B1: Russia       | Italia           | 7           | 20   |                           |                           |  |  |        |        |
|  | B1: Russia       |                  |             | 20   |                           |                           |  |  |        |        |
|  | A4: Italia       | 21               |             |      |                           |                           |  |  |        |        |
|  | A4: Italia       | 21               | Italia      | 7    | Finale per il terzo posto | Finale per il terzo posto |  |  |        |        |
|  |                  |                  | Italia      | 7    | Finale per il terzo posto | Finale per il terzo posto |  |  |        |        |
|  |                  | Cina             | 5           |      |                           |                           |  |  |        |        |
|  | A2: Cina         | Cina             | 5           | 13   | Australia                 | 7                         |  |  |        |        |
|  | A2: Cina         |                  |             | 13   | Australia                 | 7                         |  |  |        |        |
|  | B3: Spagna       | 12               |             | Cina | 5                         |                           |  |  |        |        |
|  | B3: Spagna       | 12               |             |      | 5                         |                           |  |  |        |        |
|  |                  |                  |             |      |                           |                           |  |  |        |        |
|  |                  |                  |             |      |                           |                           |  |  |        |        |

#### Quarti di finale
| Arbitri: | Vogel (HUN) Sadekov (RUS) |

|            |           |                 |
| 3: Webster | Marcatori | 2: Manolioudaki |

| Arbitri: | Drury (USA) Deliéres (CAN) |

|                  |           |              |
| 2: Liu, Song, Ma | Marcatori | 3: Messeguer |

| Arbitri: | Hauscher (GER) Moller (ARG) |

|          |           |               |
| 2: Rulon | Marcatori | 3: Yelizarova |

| Arbitri: | Moiralis (GRE) Waldow (NZL) |

|            |           |           |
| 4: Ivanova | Marcatori | 6: Emmolo |

#### Semifinali
| Arbitri: | Moiralis (GRE) Moller (ARG) |

|          |           |            |
| 2: Rulon | Marcatori | 3: Webster |

| Arbitri: | Rodriguez (ESP) Sadekov (RUS) |

|                 |           |           |
| 1: 5 giocatrici | Marcatori | 4: Emmolo |

##### 5º - 8º posto
| Data   | Ora   | Gara   | Gara  | Gara   |
| ------ | ----- | ------ | ----- | ------ |
| 18 giu | 15:00 | Russia | 14-12 | Spagna |
| 18 giu | 16:20 | Canada | 3-9   | Grecia |

#### Finali
- 7º posto

| Arbitri: | Drury (USA) Meng (CHN) |

|                 |           |        |
| 4: Manolioudaki | Marcatori | 2: Gil |

- 5º posto

| Arbitri: | Harrod (AUS) Waldow (NZL) |

|                         |           |           |
| 3: Prokofjeva, Beljaeva | Marcatori | 2: Csikos |

- 3º posto

| Arbitri: | Gomez (ITA) Desliéres (CAN) |

|               |           |       |
| 2: Beadsworth | Marcatori | 3: Ma |

- 1º posto

| Arbitri: | Vogel (HUN) Moller (ARG) |

|          |           |             |
| 2: Rulon | Marcatori | 3: Bianconi |

## Classifica finale
| Pos. | Squadra     |
| ---- | ----------- |
|      | Stati Uniti |
|      | Italia      |
|      | Australia   |
| 4    | Cina        |
| 5    | Russia      |
| 6    | Canada      |
| 7    | Grecia      |
| 8    | Spagna      |

## Classifica marcatrici
|  | Gol | Marcatore            | Squadra   |
|  | --- | -------------------- | --------- |
|  | 14  | Sof'ja Konuch        | Russia    |
|  | 13  | Blanca Gil           | Spagna    |
|  | 12  | Giulia Emmolo        | Italia    |
|  | 12  | Evgenija Ivanova     | Russia    |
|  | 12  | Huanhuan Ma          | Cina      |
|  | 11  | Emily Csikos         | Canada    |
|  | 11  | Ekaterina Prokofjeva | Russia    |
|  | 10  | Jennifer Pareja      | Spagna    |
|  | 10  | Bronwyn Knox         | Australia |
|  | 10  | Olga Beljaeva        | Russia    |